# Karl Friedrich von Güldenstubbe

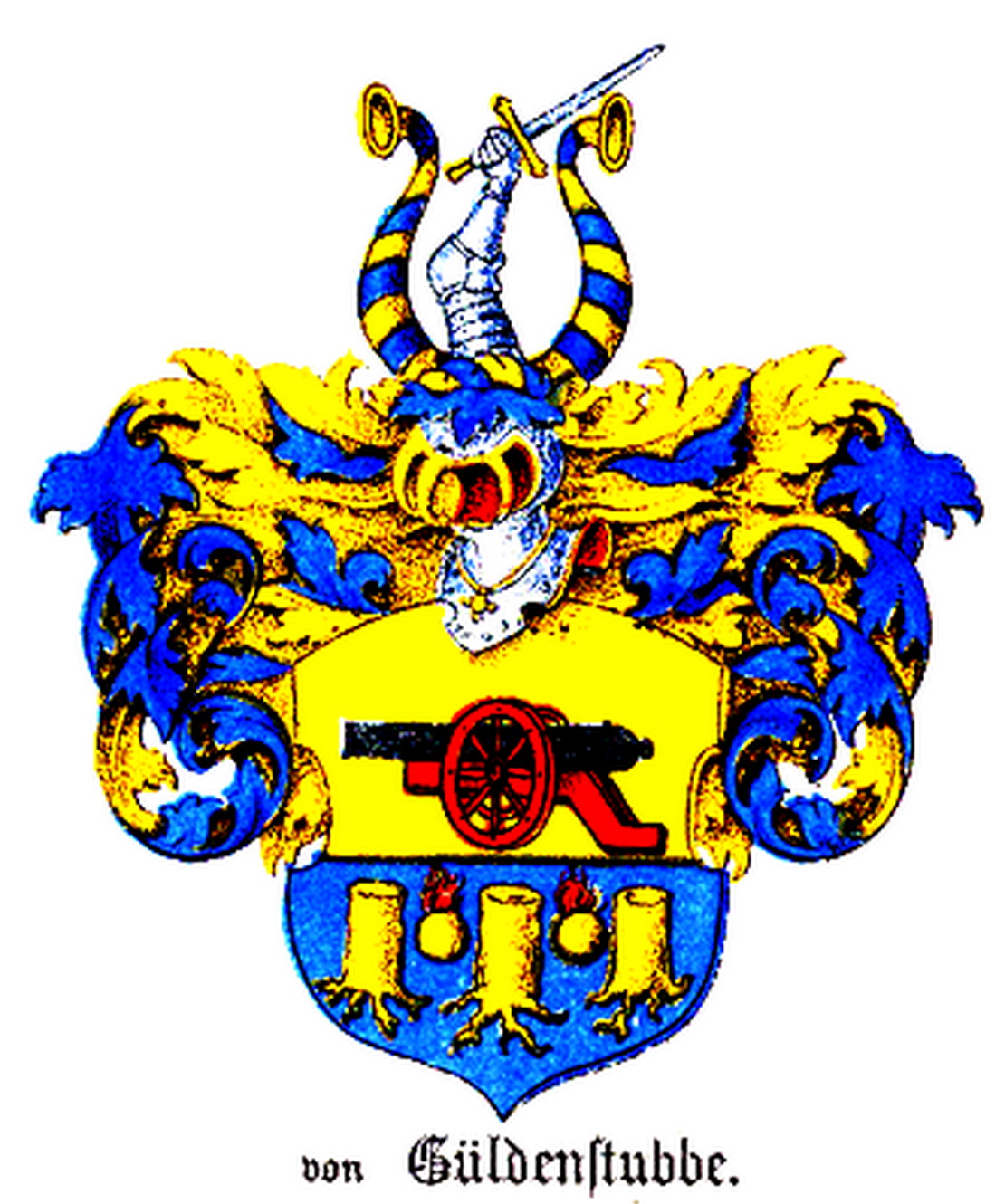
Familienwappen der von Güldenstubbe (1882)

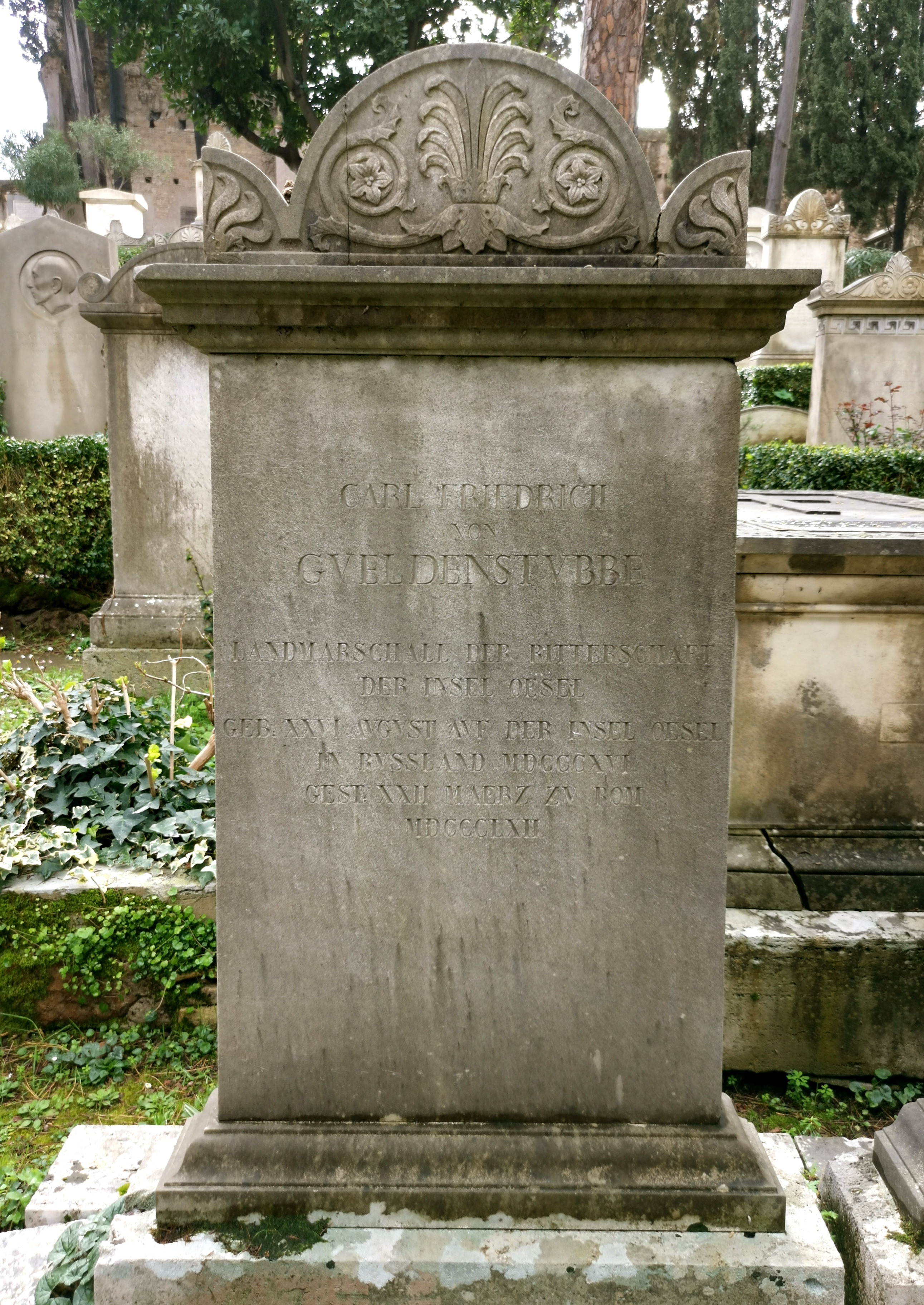
Grab auf dem Nichtkatholischen (Protestantischen) Friedhof Rom

Karl Friedrich von Güldenstubbe (* 14. August 1816 in Sall bei Arensburg; † März 1862 in Rom) war von 1849 bis 1862 Landmarschall der Insel Ösel in Livland.

## Leben
Nach seinem Studium der Rechtswissenschaften war Karl Friedrich von Güldenstubbe Assessor am livländischen Hofgericht. Von 1849 bis 1862 war er Landmarschall von Ösel und seit 1861 Mitdirektor der Gesellschaft für Geschichte und Altertumskunde zu Riga. Zu seinen Besitzungen zählten die Gutshöfe Murratz und Koiküll auf Ösel.

## Familie
Karl Friedrich von Güldenstubbe stammte aus der baltisch-schwedischen Adelsfamilie Güldenstubbe, die zwischen dem 18. und 19. Jahrhundert auf der livländischen Insel Ösel beheimatet war. Sein Großvater war der öselsche Adelsmarschall Carl Gustav von Güldenstubbe (1739 – 1814), seine Eltern waren der Richter am Landgericht und Konsistorialpräsident Alexander Georg Anton von Güldenstubbe (* 1786, † 1848 in Rom), der mit Annette von Vietinghoff (* 1794, † 1843 in Heidelberg) verheiratet war. Karl Friedrichs jüngerer Bruder war der Philosoph und Esoteriker Johann Ludwig von Güldenstubbe (* 1817, † 1873 in Paris). Karl Friedrich war mit Elisabeth von Saß (* 1830, † 1880 in Leipzig) verheiratet, sie hatten keine Nachkommen.